# SM-62 Snark
Le SM-62 Snark était un missile de croisière intercontinental transportant une ogive nucléaire. Fabriqué par Northrop à 30 exemplaires, il fut mis en service par le Strategic Air Command (SAC) de 1960 à 1961. Son nom est un hommage au Snark de Lewis Carroll.

## Historique

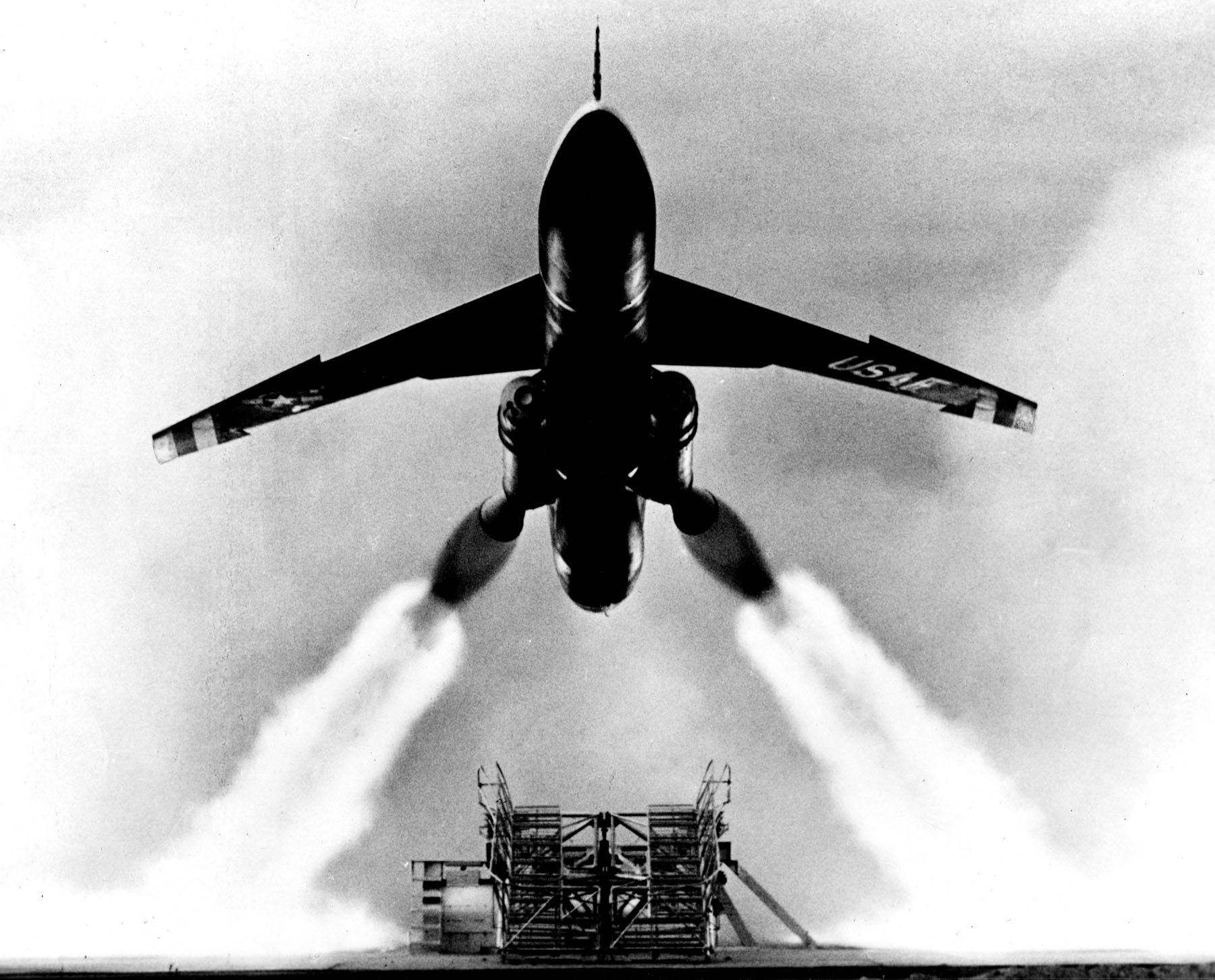
Décollage d'un missile de croisière SM-62.

Le Snark fut mis au point comme moyen de riposte nucléaire contre l'Union soviétique à une époque où les missiles balistiques intercontinentaux étaient encore en phase de développement. C'est le seul missile de croisière intercontinental jamais mis en service par les forces armées des États-Unis. Le premier entra en alerte opérationnel le 18 mars 1960. L'arrivée des ICBM, ainsi que des performances moindres que souhaitées, ont provoqué son retrait dès juin 1961.